# Nathanael Praetorius
Nathanael Praetorius (* 1722 in Thorn, Königlich-Preußen, Polen-Litauen; † 25. Juli 1791) war Bürgermeister von Thorn.

## Leben
Der Vater Ephraim Praetorius war erster Pfarrer (Senior) in Thorn. Die Mutter Elisabeth Lenska heiratete nach dessen Tod (1723) den Bürgermeister Jacob Meisner.
Nathanael Praetorius besuchte wahrscheinlich das Gymnasium in Thorn.
1740 war er an der Abfassung der Trauerrede für seinen Stiefvater beteiligt. 
1742 immatrikulierte er sich an der Universität in Königsberg, 1744 in Jena und 1746 in Erlangen. Danach reiste er durch Deutschland, die Niederlande, England, Frankreich und die Schweiz.
1748/49 war er für den Woiwoden von Podlachien Michał Antoni Sapieha als Sekretär und Bibliothekar tätig.
Seit 1750 bekleidete Praetorius verschiedene Ämter in Thorn. Er wurde zunächst Schöppe der Vorstadt, 1755 der Altstadt. 1761 wurde er Mitglied des Stadtrats. Praetorius wurde später Oberkämmerer und Münzdirektor als oberster Verantwortlicher für die Finanzen der Stadt.
Im Umfeld der Konföderation von Thorn 1767 engagierte er sich für die reale religiöse und rechtliche Gleichstellung der Protestanten in der Stadt. Auch die Konföderation von Bar im folgenden Jahr unterstützte er. Vor der Ersten Teilung Polens war Nathanael Praetorius an Gesprächen mit preußischen Vertretern beteiligt, deren neues Herrschaftsgebiet ab 1772 bis kurz vor die Tore der Stadt reichte.
1771 wurde Praetorius der letzte Postdirektor unter königlich-polnischer Verwaltung. 1775 wurde er erstmals zum Präsidenten des Stadtrats (erster Bürgermeister) gewählt, 1779 ein weiteres Mal. 1780 war er königlich-polnischer Burggraf. Bald danach erblindete er. Er nahm weiter an den Ratsversammlungen teil und trug den Titel eines (nachgeordneten) Bürgermeisters, war aber in diesem Amt kaum noch handlungsfähig.
1790 wurde Nathanael Praetorius auf dem polnischen Generalsejm  (Reichstag) in den Adelsstand erhoben. Im folgenden Jahr starb er. Von seiner Bibliothek wurde ein Bestandsverzeichnis angefertigt, das als Druck erhalten ist.
Zwei Jahre später endete vorläufig die über dreihundertjährige Zugehörigkeit der Stadt Thorn zu Polen.
Nathanael Praetorius war mit Katharina Geret verheiratet. Ein Sohn war
- Carl Gotthelf Praetorius, Stadtpräsident von Thorn und Regionalhistoriker